# Lysandra superappennina
Lysandra superappennina är en fjärilsart som beskrevs av Ruggero Verity 1916. Lysandra superappennina ingår i släktet Lysandra och familjen juvelvingar. Inga underarter finns listade i Catalogue of Life.